# Kendeffy-kastély (Őraljaboldogfalva)
Az őraljaboldogfalvai Kendeffy-kastély műemlék épület Romániában, Hunyad megyében. A romániai műemlékek jegyzékében a  HD-II-a-A-03446 sorszámon szerepel.

## Története
A kastélyt Kendeffy Elek építtette 1782-ben, barokk stílusban. Kendeffy Árpád 1871 és 75 között neogótikus stílusban újjáépítette és angolparkkal vette körül. 1882-ben a kastély vendége volt Rudolf trónörökös feleségével, Stefániával. Az 1960-as években nyári gyermektáborként használták, állaga leromlott. 1972-ben felújították, tornyát teljesen újraépítették, és az 1980-as évektől 32 szobás szállodaként működött. Egykori építtetőinek örökösei 2006-ban visszakapták.